# Iveta Mukuchyan
Iveta Mukuchyan (armensk: Իվետա Մուկուչյան, født 14. oktober 1986) er en armensk-tysk sanger og model. Hun repræsenterede Armenien i Eurovision Song Contest 2016 med sangen "LoveWave" og endte på en syvendeplads i finalen.

## Liv og karriere
Mukuchyan blev født i Jerevan i den Armenske SSR, nuværende Armenien. Hendes familie flyttede til Tyskland i 1992. Hun gik i skole i Tyskland, og fra 1998 til 2006 modtog hun undervisning på den katolske Sankt-Ansgar-Schule i Hamborg. Hun vendte tilbage til Armenien i 2009 og begyndte at studere jazzsang ved Jerevans statslige musikkonservatorium.